# Jugoslovanski izbor za Pesem Evrovizije 1982
Jugoslovanski izbor za Pesem Evrovizije 1982 je potekal 12. marca v Studiu 1 TV Ljubljana. Vodila ga je Miša Molk, in sicer v slovenskem jeziku.
Zmagala je beograjska skupina Aska (Snežana Mišković, Snežana Stamenković in Izolda Barudžija) s pesmijo Halo, halo.

## Tekmovalne skladbe
Vsak izmed 8 TV-centrov je sodeloval z dvema popevkama. Televizija Ljubljana je na razpis prejela le 6 pesmi, zato je izborna komisija (Janez Martinc, Mario Rijavec, Ivo Umek, Urban Koder in Dušan Hren) dodatne naročila pri posameznih avtorjih. Skladba Irena je bila izbrana na podlagi posnetka Iva Mojzerja, ki pa ga je pozneje zamenjal Oliver Antauer.
| #   | TV-center | Naslov pesmi             | Izvajalec              | Avtorji (glasbe – besedila)                        |
| --- | --------- | ------------------------ | ---------------------- | -------------------------------------------------- |
| 1.  | Zagreb    | Vikend tata, vikend mama | Novi fosili            | Rajko Dujmić – Momčilo Popadić                     |
| 2.  | Zagreb    | Julija i Romeo           | Srebrna krila          | Đorđe Novković – Mario Mihaljević                  |
| 3.  | Titograd  | Balerina                 | Makadam                | Mirsad Serhatlić – Miodrag Radonjić in Milan Perić |
| 4.  | Sarajevo  | Ne zaboravi me           | Seid Memić - Vajta     | Ranko Boban                                        |
| 5.  | Priština  | Kujtimi për ty           | Gazmend Pallaska       | Gjon Gjevelekaj – Hivizi Krasniqi                  |
| 6.  | Skopje    | Molči, molči             | Marjana & Rosana Savić | Dimitar Masevski                                   |
| 7.  | Beograd   | Halo, halo               | Aska                   | Aleksandar Sanja Ilić – Miro Zec                   |
| 8.  | Sarajevo  | To se traži              | Indeksi                | Slobodan Kovačević – Duško Trifunović              |
| 9.  | Titograd  | Poljubi me               | Srdjan Marjanović      | Slobodan Bučevac – Milan Pević                     |
| 10. | Ljubljana | Irena                    | Oliver Antauer         | Mojmir Sepe – Igor Torkar                          |
| 11. | Priština  | Bregu ëndërtar           | Bedri Islami           | Reshad Randobrava – Rifat Kukaj                    |
| 12. | Ljubljana | Bistro                   | Hazard                 | Tadej Hrušovar – Dušan Velkaverh                   |
| 13. | Novi Sad  | Ja te razumem            | Bata Nonin             | Jovan Adamov – Miroslav Nastasijević               |
| 14. | Beograd   | Sve i svašta             | grupa Kim              | Kire Mitrev – Branko Kovačić                       |
| 15. | Skopje    | Julija                   | Maja Odžaklijevska     | Gligor Koprov – Romeo Griv                         |
| 16. | Novi Sad  | Noč je stvorena za ples  | Sunčeve pege           | Branko Pražić                                      |

1. ↑  S Srebrnimi krili je nastopila Moni Kovačič.
2. ↑  Gazmend Pallaska je tik pred tekmovanjem zamenjal prvotno izvajalko Valentino Saraqini.
3. ↑  Aranžma: Slobodan Marković.

## Glasovanje
O zmagovalcu je odločalo 8 regionalnih žirij. Žirije so bile sestavljene iz 7 članov, starih med 16 in 50 let (3–4 nad 25 in 3–4 pod 25 let), ki niso smeli biti v kakršnikoli poklicni zvezi z glasbo. Vsak žirant je vsako pesem (razen tisti dve iz domačega studia) ocenil s točkami 1–5, deset najbolje ocenjenih pesmi žirije pa je prejelo evrovizijske točke (12, 10, 8–1).
| #   | Naslov pesmi             | Št. točk | Uvrstitev |
| --- | ------------------------ | -------- | --------- |
| 1.  | Vikend tata, vikend mama | 53       | 4.        |
| 2.  | Julija i Romeo           | 53       | 4.        |
| 3.  | Balerina                 | 34       | 7.        |
| 4.  | Ne zaboravi me           | 54       | 3.        |
| 5.  | Kujtimi per ty           | 1        | 16.       |
| 6.  | Molči, molči             | 11       | 12.       |
| 7.  | Halo, halo               | 60       | 1.        |
| 8.  | To se traži              | 24       | 9.        |
| 9.  | Poljubi me               | 15       | 11.       |
| 10. | Irena                    | 9        | 13.       |
| 11. | Bregu endrimtar          | 2        | 15.       |
| 12. | Bistro                   | 20       | 10.       |
| 13. | Ja te razumem            | 3        | 14.       |
| 14. | Sve i svašta             | 32       | 8.        |
| 15. | Julija                   | 57       | 2.        |
| 16. | Noč je stvorena za ples  | 36       | 6.        |

Novosadska žirija je namesto za deset glasovala za 11 pesmi (Aski so podelili 9 točk), tako da so bili končni rezultati sprva: Novi fosili – 54, Srebrna krila – 54, Makadam – 34, Vajta – 54, Valentina Saraqini – 1, Marjana & Rosana Savić – 12, Aska – 61, Indeksi – 25, Srdjan Marjanović – 16, Oliver Antauer – 10, Bedri Islami – 2, Hazard – 21, Bata Nonin – 3, Kim – 33, Maja Odžaklijevska – 57, Sunčeve pege – 36.